# Credo IC 12
A Credo IC 12, elővárosi-városközi forgalomra szánt, 800 mm-es padlómagasságú autóbuszt a Krankovics István tulajdonában álló győri Kravtex-Kühne Csoport gyártotta.
Kettő utasajtóval rendelkezik, mindkettő egyfelszállósávos, egyszárnyú, pneumatikus működtetésű lengőajtó.
A típus - bár önálló típusneve van - tekinthető az EC 12 nagyobb távolságra optimalizált változatának is, hiszen az ajtókat kivéve műszakilag nincs különbség a két busz között. Az IC 12-est általában nagyobb távolságra optimalizálják, és magasabb komfortfokozattal rendelkezik. Leggyakrabban dönthető háttámlájú, mosható szövetű fejtámlás, karfás, lábtartós ülésekkel, légkondicionáló berendezéssel, kétrétegű, sötétített üvegezéssel szállítják. A buszban 51 ülőhely van.
A típust a Volánbusz Zrt. üzemelteti. Ezenkívül a típus Romániában is megtalálható.
A típust már nem gyártják, utóda a Credo Inovell, ami egyben váltotta az EC és az IC típust is.

## A jármű kialakítása

### Műszaki paraméterek
Az autóbusz korosszériája zárt, az övvonalig rozsdamentes acélból hegesztett önhordó jellegű. Kéttengelyes, elöl SOR gyártmányú független kerékfelfüggesztéssel, hátul Dana gyártmányú merev, egyfokozatú hypoid fogazású futóművel rendelkezik. 194 kW-os Iveco Tector motorral és 6 sebességes, manuális ZF sebességváltóval szerelik.
A padlómagassága 800 mm. Ajtóképlete 1-1-0, kifelé nyíló, pneumatikus működtetésű lengőajtók találhatók rajta.

### Külső
Az autóbusz homlok- és hátfala, teteje, valamint csomagtérajtajai üvegszál erősítésű poliészter műanyagból készülnek. Az oldalfal feszített acéllemez. Opcionális tétel az utastér alatti csomagtér.
A szélvédő ragasztott biztonsági üvegből készül. A jármű oldalán alapesetben egyrétegű síküvegek találhatóak, opcionális a kétrétegű sötétített, hővédő üvegezés. Az üvegeket Orosházán gyártják.

### Utastér
Az utastér padlózata járműipari műpadló, az oldalfalak és a tető laminált lemezzel burkoltak. Legalább 43, legfeljebb 49 ülés helyezhető el az utastérben. A gyártó hat különböző üléstípussal kínálja az autóbuszt.
A buszban opcionális tétel az ülések feletti hálós kalaptartó polc. Amennyiben az autóbusz klímaberendezéssel rendelkezik, hálós kalaptartó helyett a légcsatornával egybeintegrált, szövet burkolatú kalaptartót alakítanak ki.
A szellőzésről alapesetben 4 tetőventillátor gondoskodik. Opcionális tétel a klímaberendezés. Az utastérben radiátorok vannak elhelyezve, amelyek a motor hulladékhőjét használják a fűtésre.
A világítás kétfokozatú az utastérben, a nagyobbik fokozatról fénycső, a kisebbikről kék hangulatvilágítás gondoskodik. Kialakítása hasonló a MAN SL 223-as buszokban található világítótestekhez.

## Lásd még
- Credo EC 12
- Credo Inovell 12